# 安井てつ
安井 てつ（やすい てつ、1870年3月24日（明治3年2月23日） - 1945年（昭和20年）12月2日）は、日本の教育者。女子教育に力を注ぎ、新渡戸稲造とともに東京女子大学を創立した。東京都出身。

## 生涯
東京府駒込曙町（現在の東京都文京区本駒込）の旧古河藩藩士の長女として生まれる。東京女子高等師範学校（お茶の水女子大学の前身）卒業後は岩手県尋常師範学校や母校で教鞭をとり、1896年、文部省留学生としてイギリスのケンブリッジ大学やオックスフォード大学で教育学を学ぶ。帰国後に海老名弾正から洗礼を受けるも、母校から棄教を迫られタイのラーチニー女学校に転出、のちウェールズ大学で学び、帰国後に学習院や津田梅子の女子英学塾で教える。また女性教養誌『新女界』（1909年創刊）の主筆も務めた。1918年に新渡戸稲造に請われて東京女子大学の設立に参加、1923年に新渡戸の跡を継ぎ2代目学長に就任し、1940年まで務めた。
教え子に二階堂トクヨ、青山なを等がいる。
安井てつにとって新渡戸稲造はクリスチャンの同志でもあり、片思いの相手でもあったようだと弟の安井勉は語っていた。
子供がいなかったので、甥の安井達彌が台湾から進学の為東京に来た際、東京女子大内の自宅に引き取り彼の世話を数年間していた。
1943年より東洋英和高等女学校（現・東洋英和女学院中学部・高等部）で校長事務取扱を務める。
1945年、電車での通勤時に転倒して脚を骨折した。その年の12月2日に76歳で死去。

## 著作

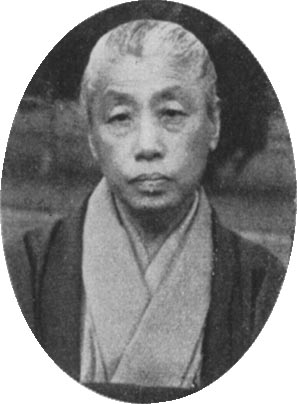
晩年の安井てつ

- 『久堅町にて』 警醒社、1915年6月 ／ 大空社〈叢書女性論〉、1995年6月、ISBN 4756800203
- 『若き日のあと : 安井てつ書簡集』 青山なを編、安井先生歿後二十年記念出版刊行会、1965年11月

## 関連文献
- 青山なを著 『安井てつ伝』 東京女子大学同窓会、1949年6月 ／ 大空社〈伝記叢書〉、1990年4月、ISBN 4872363809
- 青山なを編 『安井てつ先生追想録』 安井てつ先生記念出版刊行会、1966年8月
- 青山なを著 『青山なを著作集 第三巻 安井てつと東京女子大学』 慶応通信、1982年11月、ISBN 4766402715